# Schistidium ambiguum
Schistidium ambiguum là một loài Rêu trong họ Grimmiaceae. Loài này được Sull. mô tả khoa học đầu tiên năm 1849.